# Benambra
Benambra är en ort i Australien. Den ligger i kommunen East Gippsland och delstaten Victoria, omkring 260 kilometer öster om delstatshuvudstaden Melbourne. Antalet invånare är 265.
Trakten runt Benambra är nära nog obefolkad, med mindre än två invånare per kvadratkilometer.. Närmaste större samhälle är Omeo, omkring 20 kilometer sydväst om Benambra.
I omgivningarna runt Benambra växer i huvudsak städsegrön lövskog. Genomsnittlig årsnederbörd är 1 071 millimeter. Den regnigaste månaden är juni, med i genomsnitt 164 mm nederbörd, och den torraste är juli, med 43 mm nederbörd.